# Wappen Kasachstans
Das Wappen Kasachstans wurde am 4. Juni 1992 nach der Unabhängigkeit von der Sowjetunion eingeführt. Der Entwurf für das Wappen stammt von Schandarbek Mälibekow und Schota Uälichanow.

## Geschichte und Symbolik

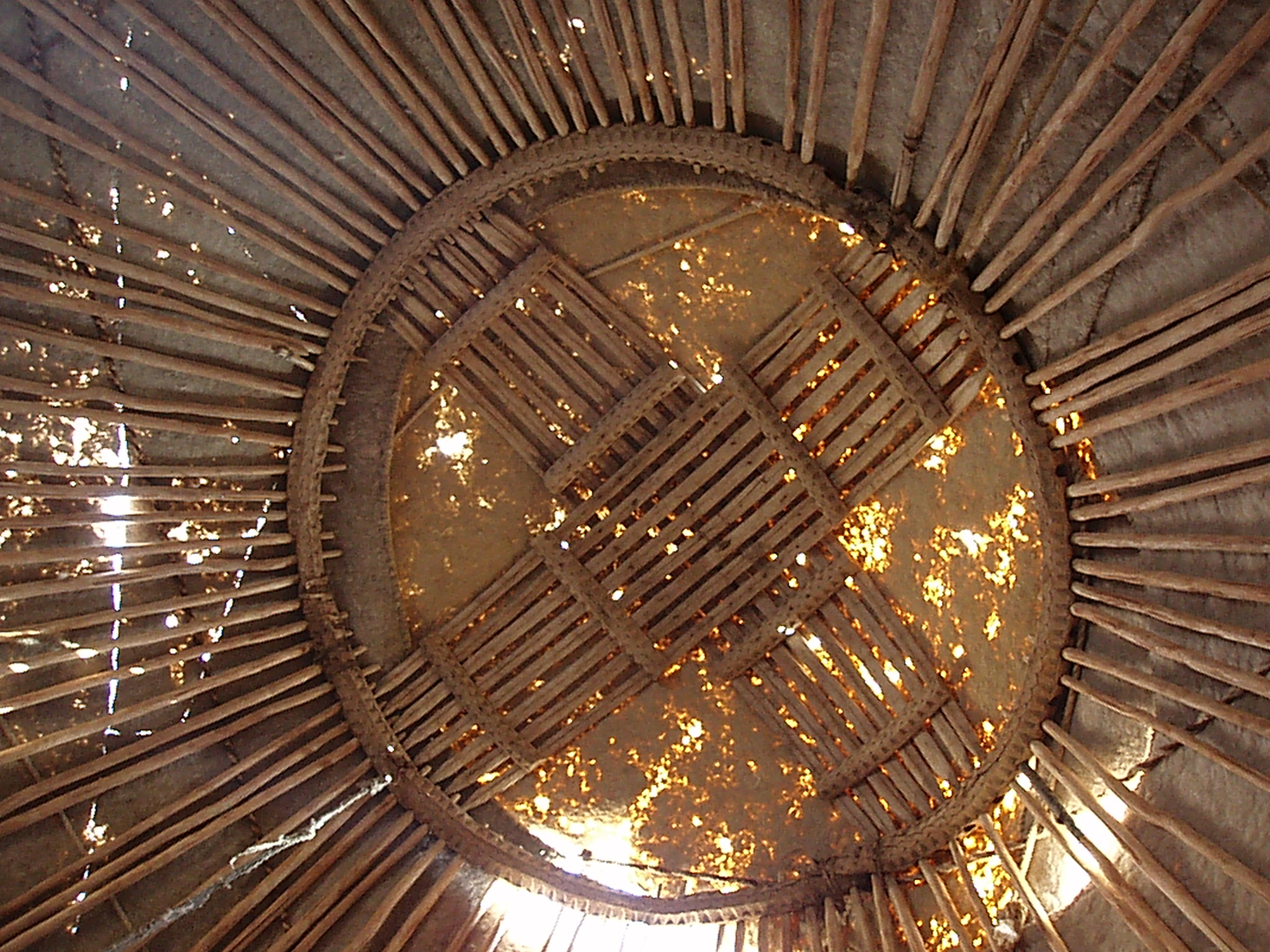
Schanyrak, Krone einer kasachischen Jurte

Das am 4. Juni 1992 eingeführte Wappen hat eine Kreisform und trägt die Farben Blau und Gelb. Blau, als Symbol für blauen Himmel und für die Turkvölker, zu denen die Kasachen gehören. Gelb steht als Symbol für die Landwirtschaft, die in sowjetischer Zeit aufblühte. Links und rechts auf dem Wappen befindet sich jeweils ein Tulpar, das vom Wappen wegblickt. Das Tulpar ist ein geflügeltes Pferd aus der turkvölkischen Mythologie und kann mit dem Pegasos der griechischen Mythologie verglichen werden.
Im oberen Teil des Wappens befindet sich ein Stern, dieser setzt ein Symbol der sozialistischen Herrschaft fort. Im unteren Teil des Wappens befindet sich ein Spruchband mit der Aufschrift QAZAQSTAN, der kasachischen Schreibweise des Staatsnamens. Wegen der Umstellung vom kyrillischen auf das lateinische Alphabet wurde die Schreibweise auf dem Wappen am 1. November 2018 angepasst.
In der Mitte befindet sich ein Schangyrak (kasachisch-kyrillisch Шаңырақ, kasachisch-lateinisch Şañyraq), die Krone einer kasachischen Jurte. Sie steht sowohl für das historische Erbe des Landes als auch für den Blick in die Zukunft. Die Gestalter des Wappens waren Schandarbek Mälibekow und Schota Uälichanow, welche sich gegen 245 Entwürfe und 67 Darstellungen durchsetzten. Vor der Unabhängigkeit von der Sowjetunion war das Wappen der Kasachischen SSR in Gebrauch.